# Francesco Ferruccio (incrociatore)
Il Francesco Ferruccio fu un incrociatore corazzato della Regia Marina della classe Garibaldi. Gli incrociatori di questa classe risultarono eccellenti unità sia per progetto che per costruzione, tanto che esemplari della stessa classe furono acquistate anche dalle marine di Argentina Spagna e Giappone.
La costruzione del Ferruccio, avvenuta all'Arsenale di Venezia, iniziò il 19 agosto 1899. Varato il 23 aprile 1902 e completato nel 1905, il Ferruccio entrò in servizio il 1º settembre successivo.

## Nome
L'unità fu intitolata al condottiero fiorentino Francesco Ferrucci, che durante l'Assedio di Firenze (12 ottobre 1529 - 12 agosto 1530) ad opera delle milizie imperiali di Carlo V, divenne celebre per la strenua difesa che l'esercito della Repubblica Fiorentina, da lui guidato, oppose agli imperiali. 
Sconfitto dalle preponderanti forze nemiche a Gavinana, sulla Montagna Pistoiese, ferito e catturato il 3 agosto 1530 fu portato al cospetto del comandante nemico Fabrizio Maramaldo, un militare italiano al soldo dell'esercito imperiale, venne ucciso contro tutte le regole della cavalleria. 
Il sacrificio di Ferrucci è diventato, in epoca risorgimentale, emblema del sentimento di orgoglio nazionale e viene citato anche nell'inno di Mameli, mentre il nome del suo aggressore Maramaldo è divenuto, per antonomasia, sinonimo di "traditore" ed indica una persona che infierisce sui più deboli, gli inermi e pronta a sopraffare qualcuno che si trovi nell'impossibilità di difendersi.

## Servizio

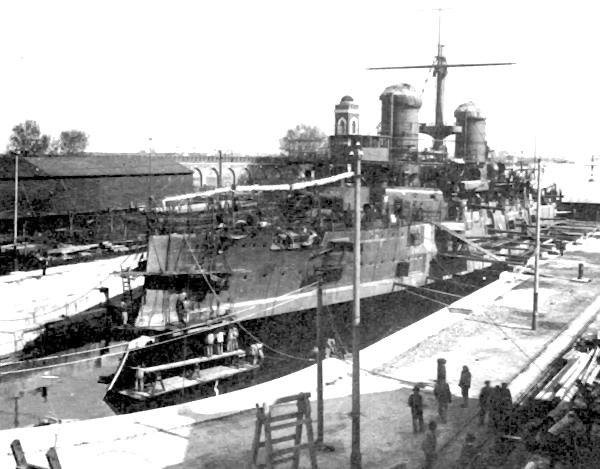
Il Francesco Ferruccio ai lavori nel bacino di carenaggio dell'Arsenale di Venezia

Con le unità gemelle Garibaldi e Varese, prese parte alla guerra italo-turca operando efficacemente nelle acque della Libia, dell'Egeo e del Mediterraneo orientale. Il 24 febbraio 1912, in un'azione congiunta, il Garibaldi e il Ferruccio affondarono la cannoniera turca Avnillah al largo di Beirut, mentre le tre unità della classe il successivo 18 aprile forzarono lo Stretto dei Dardanelli.
Successivamente le unità della classe parteciparono al primo conflitto mondiale, nel corso del quale il Garibaldi venne affondato il 18 luglio 1915 dal sommergibile austriaco U-4 mentre era impegnato nel bombardamento della ferrovia Ragusa-Cattaro.
Dopo il termine del conflitto il Ferruccio dal 1923 venne impiegato come nave scuola per gli allievi dell'Accademia Navale di Livorno, sostituendo il gemello Varese che dal 1920 al 1922 aveva svolto tale compito prima di andare in disarmo nel 1923. Dopo avere svolto l'ultima crociera addestrativa nell'estate del 1929, con l'entrata in servizio dei grandi velieri Amerigo Vespucci e Cristoforo Colombo il Ferruccio venne posto in disarmo e dopo essere stato radiato il 1º aprile 1930 venne definitivamente demolito.